# Eucaterva bonniwelli
Eucaterva bonniwelli är en fjärilsart som beskrevs av Camus och Louis W. Swett 1922. Eucaterva bonniwelli ingår i släktet Eucaterva och familjen mätare. Inga underarter finns listade i Catalogue of Life.